# Villaneceriel de Boedo
Villaneceriel de Boedo es una localidad y también una pedanía situadas en la provincia de Palencia, comunidad autónoma de Castilla y León (España), comarca de Boedo-Ojeda, ayuntamiento de Páramo de Boedo, del que dista 2 km.

## Datos generales
Está situado al norte de la capital del municipio Páramo, junto a Sotillo de Boedo y Calahorra de Boedo en la carretera P-230 que comunica Herrera de Pisuerga con Sotobañado y Saldaña. Riega su vega el arroyo de Sotillo que nace en Dehesa de Romanos y contribuye al caudal del Boedo.

## Demografía
Evolución de la población en el siglo XXI
| Gráfica de evolución demográfica de Villaneceriel de Boedo entre 2000 y 2020 |
|                                                                              |
| Población de derecho (2000-2020) según el padrón municipal del INE           |

## Historia
Su origen se remonta a los movimientos de repoblación en las cuencas subsidiarias del Carrión y Pisuerga en el siglos IX bajo el auspicio de Alfonso III el Magno y el Monasterio de San Román de Entrepeñas a partir tanto de repobladores norteños, como de contingente mozárabes provenientes del Sur.
En 1345 aparece en el Becerro de los Beneficios de Palencia, como Villa Nestriel donde figuraba un preste y un gradero, lo cual ya manifiesta que entonces era un pueblo pequeño. 
En 1352 en el Becerro de las Behetrías aparece como Villa Naçriel y dice que es lugar de realengo de las reina. En esa época forma mancomunidad con Hinojal, Ventosa, Herrera y Barrialba, por eso pechaba tributos con los de Herrera. 
Lugar que formaba parte del Partido de Villadiego, uno de los catorce que formaban la Intendencia de Burgos, durante el periodo comprendido entre 1785 y 1833, en el Censo de Floridablanca de 1787, jurisdicción de señorío siendo su titular el duque de Frías, alcalde ordinario.
En 1826, Sebastián Miñano se refiere al pueblo como Villanezariel, y dice que tiene alcalde pedáneo con 11 vecinos y 39 habitantes. También detalla que dista siete leguas a la capital y que contribuye 185 reales y 9 maravedís.  
En 1845 Pascual Madoz detalla como el pueblo se encuentra situado a corta distancia del río Boedo, con clima frío y ventilado y que es zona propensa a fiebres intermitentes. En esa época constaba de 10 casas, una fuente con buenas aguas; iglesia parroquial de San Martín. Indica que su terreno es de buena calidad, que los caminos se conserva en estado regular y que produce cereales y legumbres. Además se cría ganado lana y se da la caza de liebre, perdices y otras aves. En cuanto a industrias exclusivamente la agrícola. Población de 5 vecinos, lo que corresponde con 26 almas. Capacidad de producción: 18.000 reales. Impuestos: 578 reales.
Antiguo municipio de Castilla la Vieja código INE- 345153. Entre el censo de 1857 y el anterior, este municipio desaparece porque se integra en el municipio 34122 Páramo de Boedo.

## Patrimonio
- Iglesia de San Martín de Tours: iglesia parroquial bajo la advocación de San Martín, obispo de Tours y que nos habla del influjo de peregrinos franceses en esta zona. Construida a base de piedra, ladrillo y adobe, se articula en torno a una sola nave con Bóveda de cañón con lunetos y bóveda de aristas en el presbiterio. La torre, estilizada y hecha de ladrillo, presenta dos troneras al Este y al Oeste y una al Norte y Sur. Dentro del templo destaca el retablo del siglo XV en el lado de la epístola, con pinturas sobre tabla representando a Cristo vencedor, San Pedro y San Pablo, así como un grupo escultórico de Santa Ana del mismo período. Se conserva también un magnífico Cristo crucificado del siglo XVI y un frontal de cuero pintado del siglo XVII.

## Fiestas
- San Martín de Tours: 11 de noviembre.

## Toponimia
El nombre del pueblo varía a lo largo de los siglos, en cualquier caso significa Villa en posesión del repoblador llamado Nestriel, de reminiscencia mozárabe.

### Hidrónimos
| Arroyos             | Arroyos               | Arroyos            | Arroyos             | Arroyos          | Arroyos           |
| ------------------- | --------------------- | ------------------ | ------------------- | ---------------- | ----------------- |
| Albal, Aº.          | Arroteros, Aº. de Los | Barcos, Aº. de Los | Cameronda, Aº.      | Cañón, Aº del    | Cárcava, Aº de La |
| Cuestas, Aº. de las | Laguna, Aº. de La     | Dedo, Aº. de El    | Liebres, Aº. de Las | POrtillo, Aº del | Pueblo, Aº del    |
| Sotillo, Aº. del    | Villamuñón, Aº. de    | Zarzamora, Aº.     |                     |                  |                   |

| Boedo, Río. | Sotillo, Río |

### Orónimos
| Montañas         | Montañas |
| ---------------- | -------- |
| Blanquilla, 934m |          |

| Pagos               | Pagos               | Pagos           | Pagos        | Pagos           | Pagos          |
| ------------------- | ------------------- | --------------- | ------------ | --------------- | -------------- |
| Albal               | Alto Cornito        | Berceras        | Borcos, Los  | Bragas          | Bresalrredondo |
| Camaredonda, La     | Camino de San Jorde | Canaleja        | Cañón        | Cárcava         | Carropáramo    |
| Corneja, La         | Cruz                | Cuesta La Parva | Cuestas, Las | Doncera         | Eras, Las      |
| Esa                 | Esquila             | Fuentecañón     | Fuenteliz    | Fuenteojos      | Hazas          |
| Hoyo                | Lámparas, Las       | Lera, La        | Liebres, Las | Llanillos       | Loma, La       |
| Lomilla             | Madrilas, Las       | Marijorda       | Mazorras     | Patateras, Las  | Paulas, Las    |
| Portillo del Páramo | Praderona, La       | Prados          | Remendón     | Rinconadas, Las | Terreros       |
| Torresblanquillo    | Trasgallinero       | Uterillo, El    | Vaca, La     | Val             | Valdehierro    |
| Valdemaestro        | Valdemosquilla      | Valdemuñon      | Vallejo      | Valmayor        | Zarazamora     |